# 1969 (アルバム)
『1969』（いちきゅうろくきゅう）は、由紀さおりとピンク・マルティーニによるコラボレーションアルバム。日本では2011年10月12日にEMIミュージック・ジャパン（現・ユニバーサル ミュージック合同会社）から発売された。

## 解説
ジャズオーケストラのピンク・マルティーニのリーダートーマス・M・ローダーデールが、由紀さおりのアルバム『夜明けのスキャット』を聞き、由紀の透明感のある歌声に魅了され、アルバム収録曲「タ・ヤ・タン」を日本語でカヴァーしたことから交流が始まり、本作品の実現に至った。
2011年末「第53回日本レコード大賞」企画賞、芸術選奨文部科学大臣賞大衆芸能部門など数々の賞を受賞。また翌2012年末の「第63回NHK紅白歌合戦」では、本作品のヒットにより、由紀自身ソロ歌手として20年ぶり13回目の返り咲きを決め、同回紅白はアメリカ・ポートランドからの生中継で、ピンク・マルティーニと共演し「夜明けのスキャット」を歌唱披露した。
国内盤、初回盤は紙ジャケット仕様。

## 記録
- 2011年10月28日付のカナダのiTunesワールドミュージックチャートで1位を獲得[3]。
- 2011年10月31日付のシンガポールのHMVインターナショナルチャートで18位を獲得[3]。
- 2011年11月2日付のアメリカのiTunesジャズチャートで1位を獲得[3]。
- 2011年第43週の、ギリシャのIFPIアルバムチャートで6位を獲得[3]。
- 2011年11月11日付の日本のiTunesトップアルバムチャートで総合1位を獲得[3]。
- 2011年11月28日付のオリコンアルバムチャートで週間7位を獲得。由紀の63歳0ヶ月でのオリコンアルバムチャート10位以内の獲得は女性最年長記録となった。また、シングル・アルバム通じてオリコンチャートでのトップ10以内は1971年1月25日付シングルチャートの「生きがい」以来40年10ヶ月ぶりであり、シングル・アルバム通じての史上最長のインターバル記録更新となった[4][5]。
- 2011年12月26日付のオリコンアルバムチャートで週間4位に上昇。由紀のオリコンチャートでのトップ5以内登場は、シングル・アルバムを通じて1970年10月19日付シングルチャートの「手紙」以来41年2ヶ月ぶりである。[6]。
- EMIミュージック・ジャパンの発表によると、2012年6月時点で全世界での売上は36万枚を突破している[7]。

## 収録曲
1. ブルー・ライト・ヨコハマ [2:50]
作詞：橋本淳、作曲：筒美京平
1968年12月に発売され、1969年の第11回日本レコード大賞で筒美が作曲賞を受賞し一世を風靡した。
2. 真夜中のボサ・ノバ [3:18]
作詞：橋本淳、作曲：筒美京平
1969年8月に発売されたヒデとロザンナのシングル「ローマの奇跡」のB面曲のカバー。
3. さらば夏の日[3:29]
作詞：Catherine Desage、作曲：Francis Lay
1968年に製作され、翌1969年に日本公開された同名映画の主題曲。
4. パフ [3:29]
原作詞・作曲：Leonard Lipton, Peter Yarrow、日本語版作詞：野上彰
由紀は童謡歌手の一面もあるためか、「おかあさんといっしょ」で使用された日本語詞で歌っている。但し日本語詞を書いた野上は1967年に没している。
5. いいじゃないの幸せならば [3:35]
作詞：岩谷時子、作曲：いずみたく
1969年7月に発売され、同年の第11回日本レコード大賞を受賞した佐良直美の大ヒット曲のカバー。
6. 夕月 [3:20]
作詞：なかにし礼、作曲：三木たかし
1968年9月に発売され、翌1969年にかけてロングヒットした黛ジュンの曲のカバー。東日本大震災チャリティーとして、2011年4月11日から2011年6月30日までの期間限定でiTunes Storeでの配信のみで発売された、アルバムからの第一弾シングル。
7. 夜明けのスキャット [3:17]
作詞：山上路夫、作曲：いずみたく
1969年3月10日、由紀さおりとしての再デビュー曲として発売された曲のセルフカバー。
8. マシュ・ケ・ナダ [2:37]
原作詞・作曲：Jorge Ben、日本語版作詞：永田文夫
1966年のセルジオ・メンデス&ブラジル '66のヒット曲。ここでは1969年にアストラッド・ジルベルトが録音した日本語詞をもとに収録している。
9. イズ・ザット・オール・ゼア・イズ?（英語版） [4:13]
原作詞・作曲：Jerry Leiber, Mike Stoller、日本語版作詞：The Honorable Tadashi Nagai, Rena Conner, Yoshio Kurosaki, Thomas M. Lauderdale, Camellia Nieh, Satomi Sano, Masumi Timson, Stephen Timson, Mas Yatabe
1969年にペギー・リーが歌い全米11位のヒットとなった曲を、このアルバムのために書き下ろされた日本語詞で収録。
10. 私もあなたと泣いていい? [3:36]
作詞・作曲：三沢郷
1969年8月、当時走れ!歌謡曲のDJとして人気のあった兼田みえ子が発売した曲のカバー。
11. わすれたいのに [2:55]
原作詞：Larry Kolber、作曲：Barry Mann、日本語版作詞：奥山侊伸
元々は1961年のパリス・シスターズのヒット曲。ここでは、1968年のボビー・ヴィントンによるリバイバル・ヒットを受けて1969年にモコ・ビーバー・オリーブが録音した日本語詞で収録。
12. 季節の足音 [3:46]
作詞：秋元康、作曲：羽場仁志
読売テレビ・日本テレビ系情報番組「情報ライブ ミヤネ屋」エンディングテーマ。このアルバムのための書きおろし曲。そのためボーナス・トラック扱いである。2011年11月23日に日本のみでCDマキシシングルで発売された、アルバムからの第二弾シングル[8]。カップリングはアルバムからのリカットである「夜明けのスキャット」とアルバム未収録の「すべて思い出せる」。

- 全編曲：Stephen Taylor, Robert Taylor, Thomas M. Lauderdale
- 日本盤以外では「ブルー・ライト・ヨコハマ」と「夕月」が入れ替えられて収録されている。
- 各曲の英題については英語版記事を参照。